# Sarabanda tragica
Sarabanda tragica (Saraband for Dead Lovers) è un film del 1948 diretto da Basil Dearden.

## Trama
Nel 1682, la sedicenne Sophie Dorothea deve sottostare ad un matrimonio di opportunità politica con il principe George Louis di Hannover, ma tale unione si rivela profondamente infelice per entrambi. Quando suo marito diventa re Giorgio I di Gran Bretagna, arrivando a trascurare del tutto la moglie, costei trova conforto tra le braccia dell'affascinante conte Philip Konigsmark, un nobile svedese nonché soldato di ventura. Sophie Dorothea, travolta dalla passione, non si avvede della rivalità di una contessa della corte, Clara Platen, precedente amante del conte, che, rosa dalla gelosia, fa uccidere l'uomo e imprigionare la donna sotto l'accusa di adulterio. Condannata a trent'anni e vicina alla morte, Sophie Dorothea detta al figlio le proprie memorie. 

## Produzione
Il romanzo, dell'autrice australiana Helen Simpson, fu pubblicato per la prima volta nel 1935 come "libro del mese" per l'Evening Standard. La Simpson, successivamente, fece del romanzo un adattamento teatrale ma morì nel 1940 prima che il suo lavoro potesse essere prodotto.
I diritti del film furono acquistati dalla Ealing che annunciò nel 1946 il suo piano per produrre il film l'anno successivo, con Basil Dearden alla regia. Fu il primo film degli Ealing Studios girato a colori. Jim Morahan, William Kellner e Michael Relph furono nominati per l'Oscar per la migliore scenografia. 
Mai Zetterling era stata originariamente annunciata per il ruolo principale ma la stessa rinunciò "a causa di un incidente domestico" (era incinta). Si scelse, allora, Lilli Palmer per interpretare il ruolo da protagonista ma l'attrice aveva altri impegni e, quindi, il ruolo fu assegnato a Joan Greenwood. 
Christopher Lee aveva interpretato il ruolo del duca Anthony von Wolfenbuttel ma la sua scena fu tagliata nella fase di post-produzione.
Le riprese ebbero luogo nel giugno 1947, con sequenze in esterni girate a Praga e al Blenheim Palace e terminarono nell'ottobre dello stesso anno. 
Nell'agosto 1947, Variety riportò che la sceneggiatura era stata riscritta per conformarsi al codice di produzione americano, il cosiddetto "codice Hays". 
La sarabanda menzionata nel titolo è un tipo di danza spagnola in voga all'epoca in cui il film è ambientato.

## Accoglienza

### Critica
(Leo Pestelli)
(Callisto Cosulich)